# Cass County (Illinois)
Cass County is een county in de Amerikaanse staat Illinois.
De county heeft een landoppervlakte van 974 km² en telt 13.695 inwoners (volkstelling 2000). De hoofdplaats is Virginia.